# Oxira nipponica
Oxira nipponica là một loài bướm đêm trong họ Noctuidae.